# Első Emelet Best of 1
Az Első Emelet első DVD-je, melynek anyagát csak igen nehezen sikerült összeszedni a Magyar Televízió archívumából, mivel több anyag megsemmisült, vagy eltűnt.

## A DVD tartalma
- Amerika (Petőfi Csarnok) 1985
- Középkori Házibuli (Budapest Sportcsarnok) 1997
- Nézelődünk (Petőfi Csarnok) 1985
- Édes Évek (MTV-Pulzus) 1985
- A film forog tovább (MTV-Popmeccs) 1986
- Benő a hős (MTV-Mitiők) 1984
- Táncosnő (MTV Turnéfilm) 1987
- A kenguru jobbhorga (MTV) 1984
- Madame Pompadour (Budapest Sportcsarnok) 1997
- Állj vagy lövök (MTV Turnéfilm) 1988
- Szépek szépe balladája (MTV Roxinpad) 1987
- Angyali vallomás (Budapest Sportcsarnok) 1997
- Csakazértis szerelem (klip) 1987
- Nem férek a bőrömbe (MTV Roxinpad) 1987
- Menekülés az éjszakába (klip) 1987
- A'la carte (klip) 1987
- Boldog Névnapot (Budapest Sportcsarnok) 1997
- Drakula táncol (klip) 1989
- Európában hallgatnak a fegyverek (klip) 1988
- Subiduma (klip) 1989
- Lány a villamoson (klip) 1990
- Szerelem angyala (MTV Ász) 1990
- Kis generáció (klip) 1990
- Töröm a fejem (MTV Pulzus) 1983
- Állj vagy lövök (klip-angol verzió) 1986
- Turnéfilm Előzetes (MTV) 1987
- Turnéfilm (MTV) 1987
- Drakula Táncol (MTV werkfilm) 1990